# Solo Razafinarivo
Solo Razafinarivo (Antsirabe, 5 de janeiro de 1938) é um ex-ciclista olímpico madagascarense. Razafinarivo representou sua nação nos Jogos Olímpicos de Verão de 1968, na Cidade do México, no evento de corrida individual em estrada.